# Maserati 3200 GT
O Maserati 3200 GT é um coupé esportivo da Maserati.